# 普賽爾屋

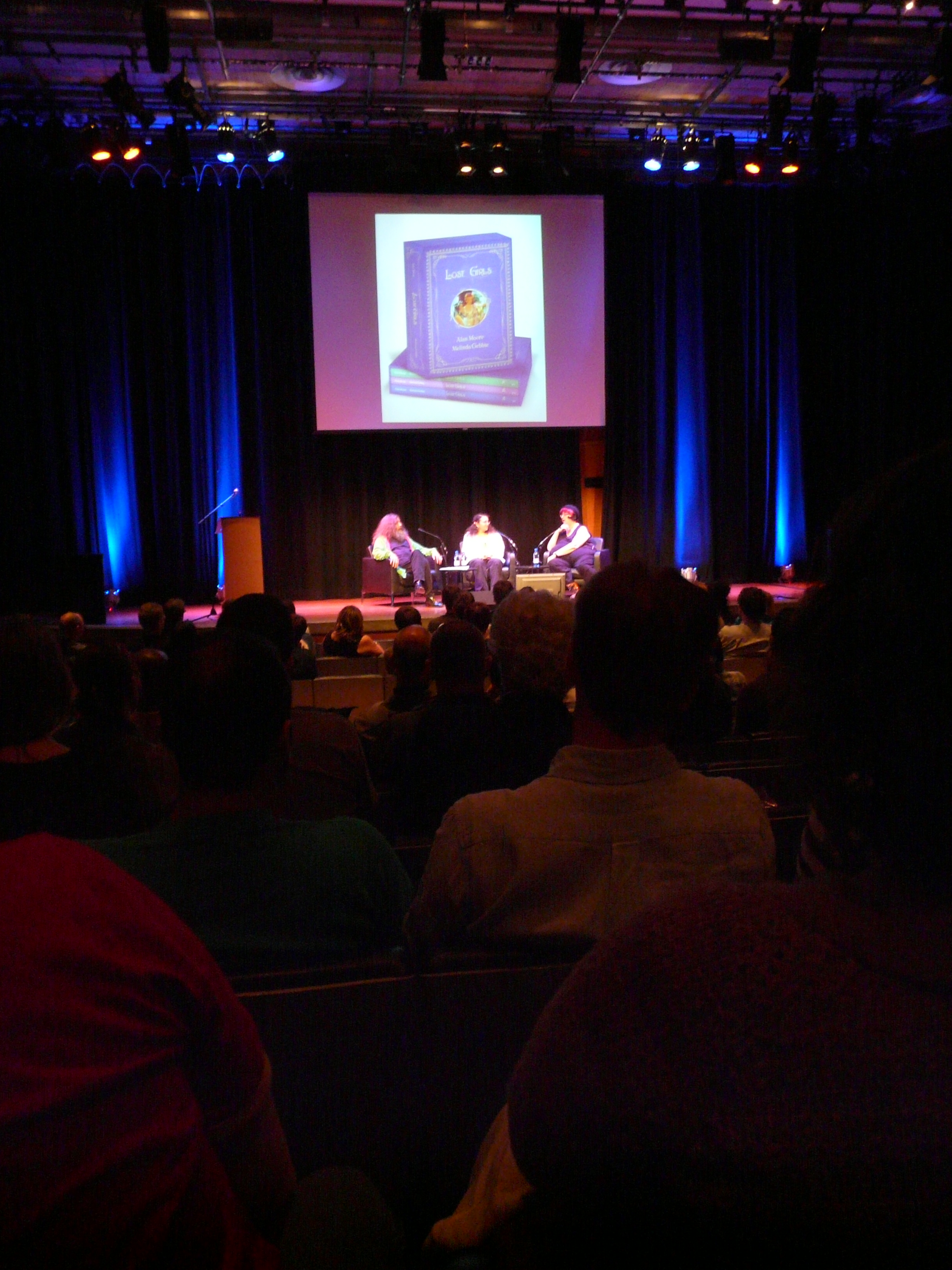
室內

普賽爾屋 (The Purcell Room) 是位於倫敦市中心的一個文化設施，也是南岸中心的一部分。設施名稱取自於17世紀英格蘭作曲家亨利·普賽爾，可以容納370人。普賽爾屋和附近伊麗莎白女王大廳均開業於1967年，兩者入口相通。建築外觀風格簡樸，是倫敦的主要演出場地之一。